# María Guadalupe González
María Guadalupe González Romero (født 9. januar 1989) er en mexicansk atlet, der konkurrerer i kapgang.
Hun repræsenterede Mexico ved sommer-OL 2016 i Rio de Janeiro, hvor hun tog sølv i 20 kilometer-løbet.